# Жељко Калуђеровић
Жељко Калуђеровић (Бар, 1. марта 1964) бивши је југословенски фудбалер. Био је члан генерације Црвене звезде која је освојила европску титулу 1991. године.

## Каријера
Каријеру је почео као играч у Морнару, а у сезони 1981/82. на утакмици против Рудара, након што се повредио голман, Данило Делибашић, један од помоћних тренера Морнара, наговорио га је да брани. Утакмица је завршена 0:0, Калуђеровић је проглашен за играча утакмице, након чега је наставио да игра на позицији голмана. Син је некадашњег голмана Божидара Калуђеровића, који је бранио за Црнојевић. Године 1987. прешао је у Црвену звезду, за коју је наступао на преко 150 утакмица. Калуђеровић је ушао као замена Стевану Стојановићу на гостујућем мечу против Ренџерса у другом колу Купа европских шампиона 1990/91. Црвена звезда је касније освојила титулу првака Европе. Године 1992. био је осам месеци на позајмици у шведској екипи Ђургарден. Вратио се у матични клуб Морнар, где је завршио играчку каријеру.
Радио је као тренер голмана Морнара из Бара, а потом је тренер голмана у Зети.

## Трофеји
Црвена звезда
- Куп европских шампиона (1) : 1990/91.
- Првенство Југославије : 1990/91, 1991/92.